# Singapore Indoor Stadium
Das Singapore Indoor Stadium ist eine Mehrzweckhalle in Singapur. Sie wird sowohl für Kultur- als auch für Sportveranstaltungen genutzt.

## Daten
Die Halle befindet sich im Ortsteil Kallang in Singapur. Die Arena wurde offiziell am 31. Dezember 1989 eröffnet. Sie hat eine Kapazität von 13.000 Sitzplätzen. Die Baukosten beliefen sich auf 90 Millionen US-Dollar.